# Operațiuni psihologice în războiul de gherilă
Operațiuni psihologice în războiul de gherilă (în engleză Psychological Operations in Guerrilla Warfare, în spaniolă Operaciones sicológicas en guerra de guerrillas) a fost un manual scris de agenți ai Agenției Centrale de Informații (CIA) pentru gherilele Contras din Republica Nicaragua, ce se aflau la acel moment în conflict cu Guvernul Nicaraguei, condus la acel moment de Frontul Sandinist de Eliberare Națională, o facțiune comunistă ce a preluat puterea după Revoluția Sandinistă.